# القاعية بسدير (المجمعة)
القاعية، هي مركز من فئة (أ) تقع في محافظة المجمعة، والتابعة لمنطقة الرياض في السعودية. وتبعد القاعية بسدير عن محافظة المجمعة بمسافة تقارب (95) كم.

## التاريخ
القاعية هي منهل من مناهل قبيلة مطير، يقول عبد الله بن محمد بن خميس: «القّاعِيّة، بفتح القاف، بعدها ألف، فعين مكسورة، فياء مشددة مكسورة، فهاء.. منهل من مناهل شمالي (العرمة)، بقرب منهل (الدَّجَانِي)، بينهما قفيف صغير، الذي يعلوه يرى ورد المنهلين، وكلامهما من مياه (مطير).. وماء (القاعية) عذب، وعمقه ما بين خمسة وعشرين إلى سبعة وعشرين باعا..».
جرت عليها (معركة القاعية).

## المركز الإداري
أسس ماجد بن عجمي الدويش المطيري مركزًا إداريًا فيها. وهو تابع لمحافظة المجمعة.

## السكان
بلغ عدد سكان المركز حسب تعداد 1431هـ/2010م (552) نسمة.
| السنة  | السعوديين | غير السعوديين |
| ------ | --------- | ------------- |
| 1425هـ | 460       | 40            |
| 1431هـ | 513       | 39            |